# Hermann Welsch (Mediziner, 1842)

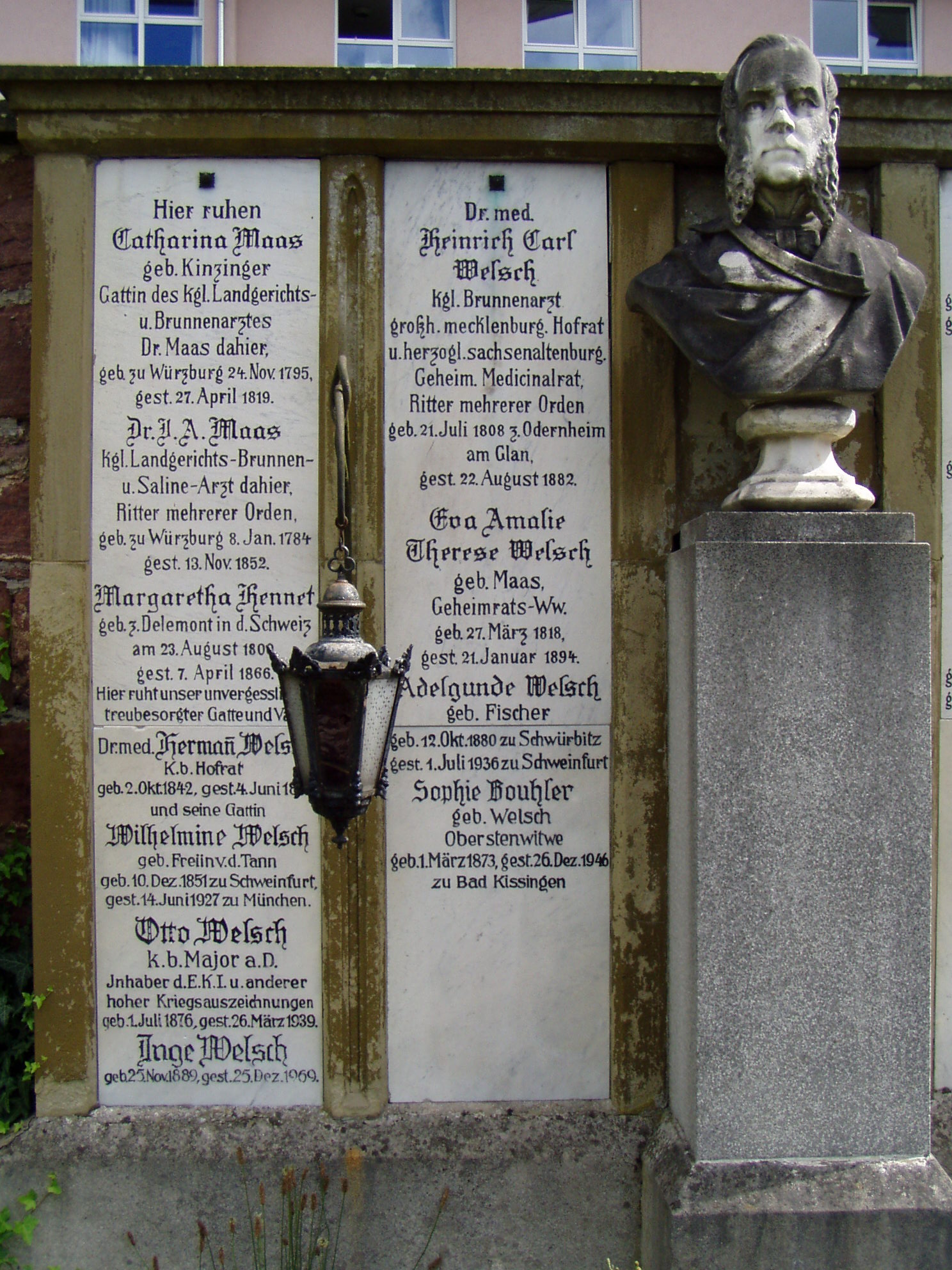
Grabmal der Familie Welsch
(Kapellenfriedhof, Bad Kissingen)

Hermann Welsch (* 2. Oktober 1842 in Kissingen; † 4. Juni 1892 in Bad Kissingen) war ein königlich-bayerischer Badearzt und Autor.

## Leben
Welsch war der Sohn des Badearztes Heinrich Carl Welsch (1808–1882) und der Eva Amalie Therese Maas (1818–1894). Als bekannter und erfolgreicher Badearzt in Bad Kissingen wurde er zum königlich bayerischen Hofrat ernannt. Ihm gehörte eines der ältesten Kurhäuser der Stadt, das 1840 erbaute und noch heute bestehende „Westendhaus“ (Bismarckstraße).
Welsch schrieb Literatur zum Thema „Kur“, u. a. The Springs and Baths of Kissingen, womit er sich speziell an die englischen Kurgäste wandte, die damals in hoher Anzahl das „Weltbad“ Bad Kissingen aufsuchten.
Er war Ritter des herzoglich Sachsen-Ernestinischen Hausordens. Hermann Welsch starb am 4. Juni 1892 im 50. Lebensjahr während eines Krankenbesuchs.
Welsch war verheiratet mit Wilhelmine Freiin von der Tann (* 10. Dezember 1851 in Schweinfurt; † 14. Juni 1927 in München). Beide sind im Familiengrab auf dem Kapellenfriedhof zu Bad Kissingen beigesetzt.